# 山都駅
山都駅（やまとえき）は、福島県喜多方市山都町広野にある、東日本旅客鉄道（JR東日本）磐越西線の駅である。当駅から新津方面は新潟支社の管轄になる。「SLばんえつ物語」が停車する。

## 歴史
- 1910年（明治43年）12月15日：岩越線・喜多方駅 - 当駅間開業の際に開設[3]。
- 1913年（大正2年）8月1日：当駅 - 野沢駅間が開業[3]。
- 1972年（昭和47年）9月1日：貨物の取り扱いを廃止[4]。
- 1983年（昭和58年）2月28日：業務委託化[5]。
- 1984年（昭和59年）2月1日：荷物の扱いを廃止[4]。
- 1985年（昭和60年）3月14日：駅員無配置駅となる[6]（簡易委託化）。
- 1987年（昭和62年）4月1日：国鉄分割民営化により、JR東日本の駅となる[7]。

## 駅構造
単式ホーム1面1線と島式ホーム1面2線、合計2面3線のホームを持つ地上駅である。互いのホームは跨線橋で連絡している。
新津駅管理の簡易委託駅である。駅舎内には切符売り場のほか、待合室や自動販売機などがある。

### のりば
| 番線 | 路線      | 方向           | 行先           |                |
| ---- | --------- | -------------- | -------------- | -------------- |
| 1    | ■磐越西線 | 下り           | 新津・新潟方面 |                |
| 2    | ■磐越西線 | 上り           | 会津若松方面   |                |
| 3    | ■磐越西線 | （予備ホーム） | （予備ホーム） | （予備ホーム） |

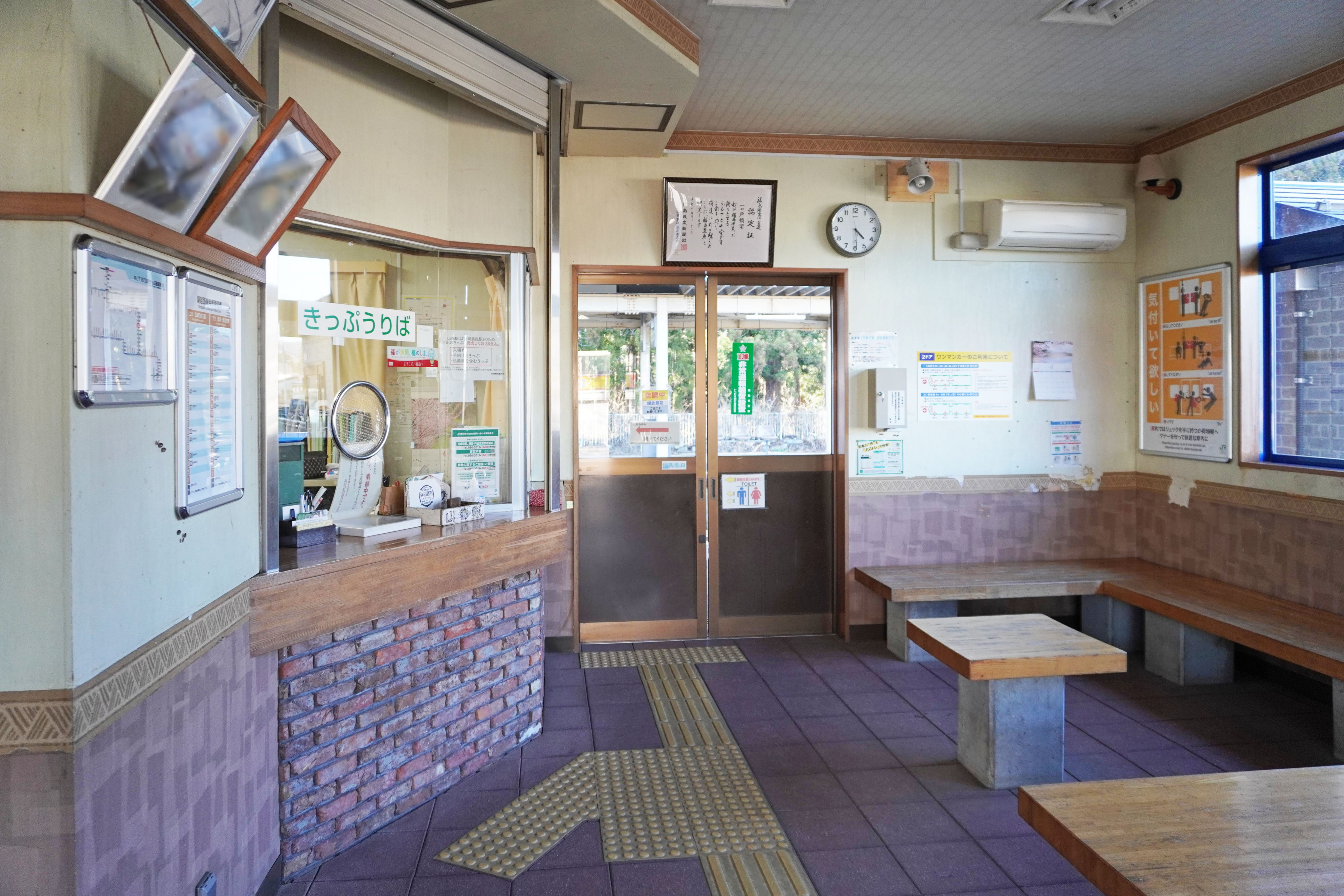
駅舎内（2023年4月）
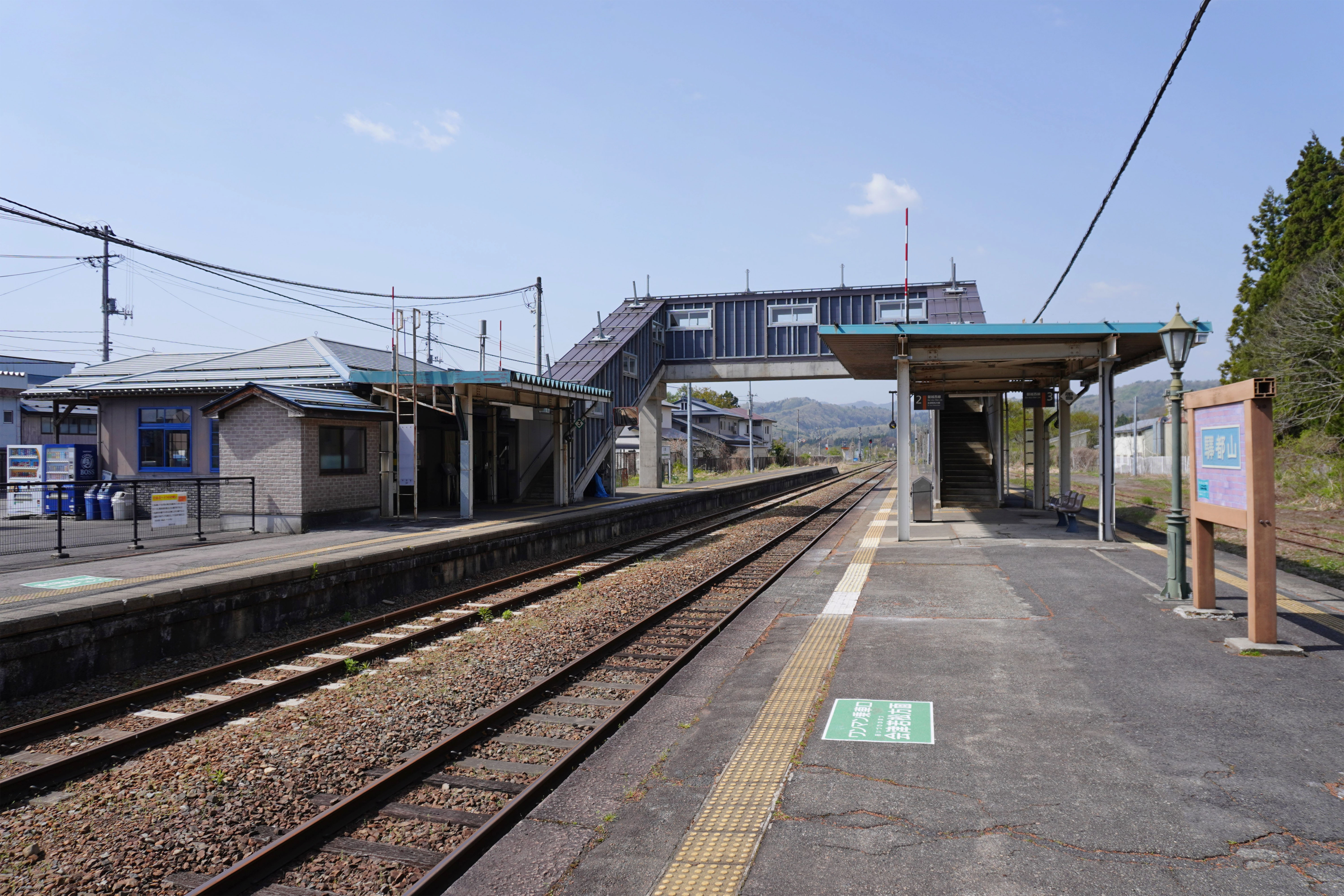
ホーム（2023年4月）
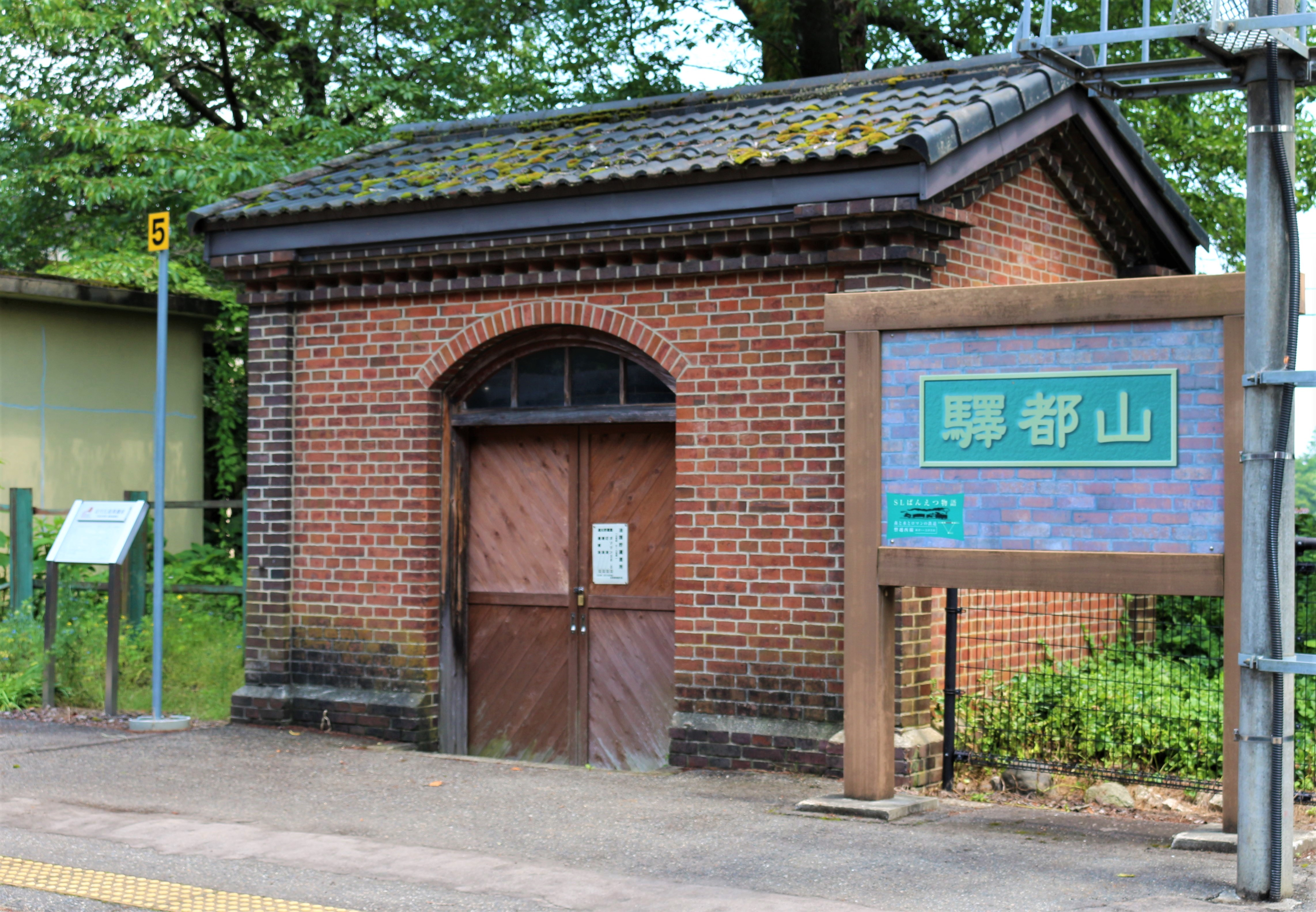
ランプ小屋（2022年6月）

## 利用状況
JR東日本によると、2023年度（令和5年度）の1日平均乗車人員は142人である。
2000年度（平成12年度）以降の推移は以下のとおりである。
| 1日平均乗車人員推移 | 1日平均乗車人員推移 | 1日平均乗車人員推移 | 1日平均乗車人員推移 | 1日平均乗車人員推移 |
| 年度                | 定期外              | 定期                | 合計                | 出典                |
| ------------------- | ------------------- | ------------------- | ------------------- | ------------------- |
| 2000年（平成12年）  |                     |                     | 340                 | [ 利用客数 2 ]      |
| 2001年（平成13年）  |                     |                     | 330                 | [ 利用客数 3 ]      |
| 2002年（平成14年）  |                     |                     | 342                 | [ 利用客数 4 ]      |
| 2003年（平成15年）  |                     |                     | 325                 | [ 利用客数 5 ]      |
| 2004年（平成16年）  |                     |                     | 327                 | [ 利用客数 6 ]      |
| 2005年（平成17年）  |                     |                     | 308                 | [ 利用客数 7 ]      |
| 2006年（平成18年）  |                     |                     | 288                 | [ 利用客数 8 ]      |
| 2007年（平成19年）  |                     |                     | 263                 | [ 利用客数 9 ]      |
| 2008年（平成20年）  |                     |                     | 270                 | [ 利用客数 10 ]     |
| 2009年（平成21年）  |                     |                     | 268                 | [ 利用客数 11 ]     |
| 2010年（平成22年）  |                     |                     | 263                 | [ 利用客数 12 ]     |
| 2011年（平成23年）  |                     |                     | 264                 | [ 利用客数 13 ]     |
| 2012年（平成24年）  | 42                  | 223                 | 265                 | [ 利用客数 14 ]     |
| 2013年（平成25年）  | 38                  | 205                 | 243                 | [ 利用客数 15 ]     |
| 2014年（平成26年）  | 34                  | 174                 | 208                 | [ 利用客数 16 ]     |
| 2015年（平成27年）  | 33                  | 189                 | 223                 | [ 利用客数 17 ]     |
| 2016年（平成28年）  | 32                  | 172                 | 204                 | [ 利用客数 18 ]     |
| 2017年（平成29年）  | 28                  | 182                 | 211                 | [ 利用客数 19 ]     |
| 2018年（平成30年）  | 29                  | 158                 | 187                 | [ 利用客数 20 ]     |
| 2019年（令和元年）  | 26                  | 152                 | 179                 | [ 利用客数 21 ]     |
| 2020年（令和02年）  | 19                  | 136                 | 156                 | [ 利用客数 22 ]     |
| 2021年（令和03年）  | 18                  | 144                 | 163                 | [ 利用客数 23 ]     |
| 2022年（令和04年）  | 13                  | 141                 | 154                 | [ 利用客数 24 ]     |
| 2023年（令和05年）  | 18                  | 123                 | 142                 | [ 利用客数 1 ]      |

## 駅周辺
周辺は山都そばの産地であり、蕎麦店やそば打ち体験施設、そば資料館があるほか、新そばまつりなど蕎麦関連のイベントも行われる。
- 喜多方市役所山都総合支所
- 山都郵便局
- 飯豊とそばの里センター
- 福島県立耶麻農業高等学校
- 阿賀川
- 泉福寺
- 福島県道16号喜多方西会津線
- 福島県道43号会津坂下山都線
- 一ノ戸川橋梁 -「SLばんえつ物語」の撮影名所である。

### バス路線
平日のみ、喜多方市街地との間に路線バス「山都・喜多方ライン」が運行されるほか、山都町・高郷町内ではAIオンデマンド交通「のるーと」が利用可能。

## 隣の駅
東日本旅客鉄道（JR東日本）
■磐越西線
- 臨時快速「SLばんえつ物語」停車駅

■普通
喜多方駅 - 山都駅 - 荻野駅

### 記事本文
1. 1 2 3  “駅の情報（山都駅）：JR東日本”.   東日本旅客鉄道. 2024年11月16日閲覧。
2. 1 2  『週刊JR全駅・全車両基地』第50号、朝日新聞出版、2013年8月4日、24頁、2014年10月23日閲覧。
3. 1 2 3  歴史でめぐる鉄道全路線 国鉄・JR 6号、14頁
4. 1 2  石野哲（編）『停車場変遷大事典 国鉄・JR編 Ⅱ』（初版）JTB、1998年10月1日、517頁。ISBN 978-4-533-02980-6。
5. ↑  「国鉄各線CTC化急ピッチ」『交通新聞』交通協力会、1983年3月1日、1面。
6. ↑  「通報 ●福知山線石生駅ほか147駅の駅員無配置について（旅客局）」『鉄道公報号外』日本国有鉄道総裁室文書課、1985年3月12日、15-16面。
7. ↑  歴史でめぐる鉄道全路線 国鉄・JR 6号、17頁
8. 1 2  “JR東日本：駅構内図・バリアフリー情報（山都駅）”.   東日本旅客鉄道. 2024年11月16日閲覧。
9. ↑  “飯豊とそばの里 山都町 観光案内絵地図”.   喜多方観光物産協会. 2025年6月22日閲覧。
10. ↑  “喜多方市山都町 そば処案内MAP”.   喜多方観光物産協会山都支部 (2025年2月). 2025年6月22日閲覧。
11. ↑  “喜多方市地域公共交通総合パンフレット”.   喜多方市 (2024年9月). 2025年6月22日閲覧。

### 利用状況
1. 1 2  “各駅の乗車人員（2023年度）”.   東日本旅客鉄道. 2024年7月21日閲覧。
2. ↑  “各駅の乗車人員（2000年度）”.   東日本旅客鉄道. 2019年2月24日閲覧。
3. ↑  “各駅の乗車人員（2001年度）”.   東日本旅客鉄道. 2019年2月24日閲覧。
4. ↑  “各駅の乗車人員（2002年度）”.   東日本旅客鉄道. 2019年2月24日閲覧。
5. ↑  “各駅の乗車人員（2003年度）”.   東日本旅客鉄道. 2019年2月24日閲覧。
6. ↑  “各駅の乗車人員（2004年度）”.   東日本旅客鉄道. 2019年2月24日閲覧。
7. ↑  “各駅の乗車人員（2005年度）”.   東日本旅客鉄道. 2019年2月24日閲覧。
8. ↑  “各駅の乗車人員（2006年度）”.   東日本旅客鉄道. 2019年2月24日閲覧。
9. ↑  “各駅の乗車人員（2007年度）”.   東日本旅客鉄道. 2019年2月24日閲覧。
10. ↑  “各駅の乗車人員（2008年度）”.   東日本旅客鉄道. 2019年2月24日閲覧。
11. ↑  “各駅の乗車人員（2009年度）”.   東日本旅客鉄道. 2019年2月24日閲覧。
12. ↑  “各駅の乗車人員（2010年度）”.   東日本旅客鉄道. 2019年2月24日閲覧。
13. ↑  “各駅の乗車人員（2011年度）”.   東日本旅客鉄道. 2019年2月24日閲覧。
14. ↑  “各駅の乗車人員（2012年度）”.   東日本旅客鉄道. 2019年2月24日閲覧。
15. ↑  “各駅の乗車人員（2013年度）”.   東日本旅客鉄道. 2019年2月24日閲覧。
16. ↑  “各駅の乗車人員（2014年度）”.   東日本旅客鉄道. 2019年2月24日閲覧。
17. ↑  “各駅の乗車人員（2015年度）”.   東日本旅客鉄道. 2019年2月24日閲覧。
18. ↑  “各駅の乗車人員（2016年度）”.   東日本旅客鉄道. 2019年2月24日閲覧。
19. ↑  “各駅の乗車人員（2017年度）”.   東日本旅客鉄道. 2019年2月24日閲覧。
20. ↑  “各駅の乗車人員（2018年度）”.   東日本旅客鉄道. 2019年7月21日閲覧。
21. ↑  “各駅の乗車人員（2019年度）”.   東日本旅客鉄道. 2020年7月13日閲覧。
22. ↑  “各駅の乗車人員（2020年度）”.   東日本旅客鉄道. 2021年7月25日閲覧。
23. ↑  “各駅の乗車人員（2021年度）”.   東日本旅客鉄道. 2022年8月10日閲覧。
24. ↑  “各駅の乗車人員（2022年度）”.   東日本旅客鉄道. 2023年7月12日閲覧。